# Дамир Џумхур
Дамир Џумхур (Сарајево, 20. мај 1992) је тенисер из Босне и Херцеговине и тренутно најбоље рангирани играч из те земље на АТП туру. Члан је Дејвис куп репрезентације Босне и Херцеговине.
Дамир је био рангиран као трећи у Јуниорском свјетском поретку као и освајач бронзане медаље на такмичењу олимпијских игара младих 2010. године. Такође је први мушки представник Босне и Херцеговине на Гренд слем такмичењу. Најбоља позиција коју је остварио на АТП листи је 23. место од 2. јула 2018. године.

## Рани и лични живот
Рођен је 20. маја 1992. године у Сарајеву, као прво дете од оца Нерфида и мајке Жанете Николић. Његово рођење је уследило убрзо након избијања рата у Босни и Херцеговини у породилишту које се налази у непосредној близини Олимпијске дворане Зетра. Арена је уништена у то вријеме, али то је исто мјесто где је Дамир почео са тенисом. Такође, има и пет година млађег брата, Златана, који се бавио тенисом, такмичећи се за Хрватску. Понуду да наступа за Хрватску имао је и Дамир, али ју је глатко одбио.
Деда-стриц му је био Зуко Џумхур (1921–1989), чувени путописац, карикатуриста и сликар, а прадеда-стриц познати Србин муслиман Абдуселам Џумхур (1877–1933), имам Бајракли џамије у Београду, главни имам Војске Краљевине СХС и припадник Младе Босне.
Као дијете, поред тениса волио је скијање и фудбал. Током одрастања узори су му били Патрик Рафтер и Роџер Федерер, и подржава фудбалски тим ФК Жељезничар.
Поред свог матерњег језика говори још и енглески језик. Студирао је политичке науке на Факултету политичких наука у Сарајеву, у Универзитета у Сарајеву.

## Јуниорска каријера
Од самих почетака тренирао га је отац, Нерфид, који је у то вријеме водио тениску школу од 1994. године. Почео је да тренира од пете године, а професионално је почео да се бави тенисом од 1999. године када је Зетра обновљена.
У раним почецима учествовао је на локалним такмичењима, углавном по Босни и Херцеговини, Хрватској, Србији и Црној Гори. Већи успјех је доживио 2004. године када је освојио Европско такмичење у Роми. Те године је од одиграних 9 турнира изгубио само 4 сета.
Прије напуњене 18. године учествовао је на неколико турнира која су била организована на неколико континената и која су организовани у Европи. Сезону 2005. године завршио је на 87 мјесту, а 2006. године на 25 позицији за узраст испод 14 година. Следеће двије године је напредовао и дошао до позиције 17 за дјечаке испод 16 година.
У 2008. години Дамир се први пут појављује као играч ИТФ-а у категорији испод 18 година. Тада учествује на 6 турнира. Резултат те године је освојен један турнир и једно финале, са скором од 17 побједа и 5 пораза. Ту сезону је завршио као 225. играч у јуниорској конкуренцији. Наредних година одиграо је 20 турнира са много бољим учинком од 2 освојена турнира и скором од 45 побједа и 17 пораза. Завршио је сезону као 350. играч у свјетском јуниорском такмичењу.
У 2010. години години је одиграо 12 турнира од којих је 4 освојио. Такође је освојио и бронзану медаљу на Олимпијском такмичењу младих у Сингапуру. Те године одиграо је три јуниорска гренд слема са сљедећим резултатима: друга рунда на Ролан Гаросу, четвртфинале на Вимблдону и трећа рунда на УС опену. Однос побједа и пораза те сезоне је био 40-8 а завршио је као 3. играч на листи.
Такође, те исте године је одиграо мечеве у Дејвис купу и то против Естоније и Португала.

### ИТФ Јуниорска финала

#### Појединачно: 9 (7 титула, 2 финала)
| Легенда          |
| ---------------- |
| Гренд Слем (0–0) |
| Grade A (0–0)    |
| Grade B (1–0)    |
| Grade 1–5 (7–2)  |

| Исход     | Бр. | Датум               | Турнир                    | Подлога | Противник            | Резултат           |
| --------- | --- | ------------------- | ------------------------- | ------- | -------------------- | ------------------ |
| Побједа   | 1.  | 24. август 2008.    | Скопље, Македонија        | Шљака   | Димитрије Тасић      | 6–3, 6–3           |
| Финалиста | 1.  | 12. октобар 2008.   | Лошињ, Хрватска           | Шљака   | Иван Косец           | 3–6, 6–4, 4–6      |
| Побједник | 2.  | 30. мај 2009.       | Казабланка, Мароко        | Шљака   | Александер Оре млађи | 6–3, 2–6, 6–1      |
| Побједник | 3.  | 12. септембар 2009. | Панчево, Србија           | Шљака   | Мате Зсига           | 6–1, 3–6, 6–3      |
| Финалиста | 2.  | 27. септембар 2009. | Умаг, Хрватска            | Шљака   | Виктор Балуда        | 4–6, 6–2, 6–7(3–7) |
| Побједник | 4.  | 5. април 2010.      | Фиренца, Италија          | Шљака   | Алесандро Колела     | 6–3, 6–4           |
| Побједник | 5.  | 13. јун 2010.       | Офенбах на Мајни, Њемачка | Шљака   | Роберто Кироз        | 6–4, 6–7(1–7), 6–4 |
| Побједник | 6.  | 25. јул 2010.       | Клостерс, Швајцарска      | Шљака   | Андрес Артунедо      | 6–1, 6–3           |
| Побједник | 7.  | 4. септембар 2010.  | Репантињи, Канада         | Тврда   | Јиржи Весели         | 6–2, 6–2           |

#### Парови: 9 (5 титула, 4 финала)
| Легенда          |
| ---------------- |
| Гренд слем (0–0) |
| Grade A (0–0)    |
| Grade B (0–0)    |
| Grade 1–5 (5–4)  |

| Исод      | Бр. | Датум               | Турнир                      | Подлога | Партнер              | Противници                        | Резултат           |
| --------- | --- | ------------------- | --------------------------- | ------- | -------------------- | --------------------------------- | ------------------ |
| Финалиста | 1.  | 27. април 2008.     | Мостар, Босна и Херцеговина | Шљака   | Дервиш Сутковић      | Јасмин Адемовић Свен Лалић        | 2–6, 1–6           |
| Финалиста | 2.  | 24. август 2008.    | Скопље, Македонија          | Шљака   | Келвин Албонети      | Димитрије тасић Стефан Миленковић | 6–1, 6–7(5–7), 2–6 |
| Побједник | 1.  | 11. април 2009.     | Кап д'Ај, Француска         | Шљака   | Александер Кондулков | Седрик Комлин Ђани Мина           | 4–6, 6–4, [11–9]   |
| Побједник | 2.  | 30. мај 2009.       | Казабланка, Мароко          | Шљака   | Александер Оре млађи | Грант Иве Слим Хамза              | 6–4, 6–2           |
| Побједник | 3.  | 12. септембар 2009. | Панчево, Србија             | Шљака   | Мате Зсига           | Артур Казијевс Микелис Либиетис   | 6–4, 6–3           |
| Побједник | 4.  | 27. септембар 2009. | Умаг, Хрватска              | Шљака   | Мате Зсига           | Иван Турудић Тони Андроић         | 2–6, 6–4, [10–7]   |
| Финалиста | 3.  | 5. април 2010.      | Фиренца, Италија            | Шљака   | Питер Хелер          | Мате Павић Роберт Румлер          | 6–1, 2–6, [9–11]   |
| Финалиста | 4.  | 29. мај 2010.       | Шарлроа, Белгија            | Шљака   | Мате Зсига           | Јорис де Лоре Тобијас Бломгрен    | 2–6, 5–7           |
| Побједник | 5.  | 4. септембар 2010.  | Репантињи, Канада           | Тврда   | Мате Павић           | Роберто Кироз Дулио Берета        | 6–1, 6–4           |

### Друга финала

#### Појединачно: 7 (3 титуле, 4 финала)
Турнири организовани за узраст до 14 година
| Исход     | Бр. | Датум            | Турнир                      | Подлога | Противник            | Резултат          |
| --------- | --- | ---------------- | --------------------------- | ------- | -------------------- | ----------------- |
| Финалиста | 1.  | 9. април 2006.   | Павија, Италија             | Шљака   | Ашот Хачаријан       | 0–6, 3–6          |
| Побједник | 1.  | 18. јун 2006.    | Мостар, Босна и Херцеговина | Шљака   | Антун Пехар          | 6–4, 3–6, 7–5     |
| Побједник | 2.  | 13. август 2006. | Улм, Њемачка                | Шљака   | Јан Зедник           | 4–6, 3–0, предаја |
| Финалиста | 2.  | 27. август 2006. | Ренинген, Њемачка           | Шљака   | Александар Румјанцев | 0–6, 1–6          |

Турнири организовани за узраст до 16 година
| Исход     | Бр. | Датум              | Турнир              | Подлога | Противник      | Резултат      |
| --------- | --- | ------------------ | ------------------- | ------- | -------------- | ------------- |
| Побједник | 3.  | 26. август 2007.   | Ренинген, Њемачка   | Шљака   | Доминик Шулц   | 6–4, 6–3      |
| Финалиста | 3.  | 2. септембар 2007. | Регензбург, Њемачка | Шљака   | Ведран Љубичић | 6–3, 5–7, 6–7 |
| Финалиста | 4.  | 20. април 2008.    | Нови Сад, Србија    | Шљака   | Мате Зсига     | 3–6, 1–6      |

## Професионална каријера

### 2011—2013: Прве године професионалне каријере
Први дебитантски наступ на АТП туру као професионални играч имао је у Загребу, када је играо квалификациони меч за Загреб опен. Већином као професионални играч провео је на челенџерима и ИТФ турнирима. Освојио је преко 12 титула у синглу и осам титула у фјучерс дубловима и два пута је заустављен у финалима челенџера у Кошицама, Познању.
У тој сезони је такође узео учешће у четвртом Дејвис купу гдје је остварио двије побједе у синглу и 1 побједу у дублу. Такође, борио се за улазак и освајање уласка на такмичење на Љетње омладинске игре. Међутим, није успио у тој замисли што су посебно критиковали босански медији.
Завршио је прву професионалну сезону као 339. играч свијета, а наредне сезоне ушао је у топ 250 најбољих тенисера свијета. Године 2013, 19. августа, трудом и упорношћу успјева да уђе у топ 200, да би на крају сезоне завршио на 187. мјесту свјетске листе.

### 2014: Улазак у топ 100
У јануару 2014. године, Дамир је постао први тенисер из БиХ који је наступио у главном жријебу на једном гренд слем турниру, кад је стигао до трећег кола на Аустралијан опену, изгубивши од Томаша Бердиха, тада 7. носиоца на турниру. На том путу побједио је и Ивана Додига, 32. носиоца турнира. Наступајући на турниру показао је да је заслужено стекао учешће на једном гренд слему, што потврђује подршка Томаша Бердиха и Новака Ђоковића послије турнира.
Дамир је такође 2014. године играо дејвис куп за своју репрезентацију у првом колу, против Грчке, када је изгубио свој први меч од Маркоса Калвелониса, тада 691. играча на АТП листи. У сљедећа два меча, Дамир је поправио ситуацију побједом над Александросом Јакуповићем, за крајњи резултат од 3:1 у корист Босне и Херцеговине. У периоду послије ових мечева, Дамир је имао период слабијих резултата што доказује чињеница да је на турнирима на АТП турниру у Индијан Велсу и Мајами мастерсу освојио само 8 поена. Завршетак сезоне на тврдој подлози ипак је завршио са успјехом и то побједом у другом колу Дејвис купа против Финске.
Отварајући сезону шљаке, Дамир остварује успјех освајајући, Мерсијан куп побједивши на том путу Томаса Фабијана и друге, да би у финалу савладао Переа Рибу убједљивим резултатом. Дамир је оствареном побједом постао други тенисер, послије Амера Делића који је освојио овај турнир под заставом Босне и Херцеговине. У мају 2014. године пролази квалификације Ролан Гароса, када је заустављен у првој рунди од Фелисијана Лопеза. Након брзог испадања на Ролан Гаросу ситуација се поправља освајањем Арад челенџера у Румунији када опет побјеђује Переа Рибу која га помјера на 110. мјесто на АТП листи.
Касније, у јуну, започео је сезону на трави на којој се није прославио добрим резултатима. Изгубио је оба меча и у синглу и у дубл мечу, и то оба у три сета, током квалификационих мечева.
Наставак сезоне је настваио на земљаној подлози. Наставља сезону освајањем сан Бенедето купа у Италији, побједивши у финалу са убједљивим резултатом. Освајањем овог турнира добио је прилику за директан улазак на сљедећи гренд слем, УС Опен, гдје је испао у првој рунди од Давида Ферера, тада 5. тенисера свијета, у четири сета. Седмицу прије УС Опена, Дамир је изборио квалификације за турнир на тврдој подлози, али је испао у првој рунди, изгубивши у два сета.
Посљедње појављивање за Дејвис куп репрезентацију БиХ, завршено је поразом Дамира и побједом Литваније која се пласирала у четвртфинале, а селекција Бих заустављена је у свом даљем походу.
Каснији период на тврдој подлози и његово појављивање нису били успјешни, али је значајна чињеница да је у пар наврата успио да дође на 101. позицију на АТП листи. Та два пута је био близу да уђе, по први пут, у топ 100 играча, међутим тај циљ није остварио па тако завршава сезону као 109. играч свијета. Такође, није успио ни да избори директан улазак на предстојећи гренд слем 2015. године, Аустралијан опен.

### Сезона 2015.
Сезону 2015. почео је у Индији када је у раној фази квалификација испао из такмичења. Након тога наставио је низ пораза када је такође испао са Аустралијан опена у квалификационом дијелу. Након Аустралијан опена узима учешће на АТП турниру 250 серије који се одржавао у Загребу. Тада осваја свој први меч на оваквом такмичењу, у три сета. Испада у сљедећем кругу од Гарсије-Лопеза у два сета. Овај турнир је такође први турнир на којем Дамир није морао да се бори за главни жрјеб кроз квалификације.
Одмах по завршетку турнира у Загребу одлази у Доминиканску Републику, гдје по први пут игра на зеленој шљаци у Санто Домингу. Дамир постаје први тенисер икада који је освојио овај турнир и то не изгубивши ниједан сет, а интересантан је и податак да је на терену провео само 5 и по сати. На сљедећем турниру доспјева у главни жрјеб, на Моралес опену, када добија 4 меча који чине низ од 9 узастопних побједа у каријери, као и 4 побједе икада на турнирима на тврдој подлози. Иако је ту изгубио у полуфиналу, ипак је успио својим резултатима да уђе у топ 100 играча на АТП листи, што га чини јединим тенисером из БиХ коме је то пошло за руком.
У марту по први пут дебитује на АТП турниру из серије 1000, Мајами опену гдје је изгубио у првој рунди након успјешно прођених квалификација. Са овим турниром Дамир је завршио први дио сезоне на тврдој подлози.
Почетком априла мјесеца побјеђује у три меча на турниру у Казабланки, серије 250, које га доводе до првог полуфинала оваквог типа такмичења у каријери. Побједама долази до боље позиције на АТП листи, и то чак на 85. мјесто.
У мају мјесецу, Дамир је побољшао позицију и у синглу и у дублу, дошавши на 82. мјесто у сингл и 342. мјесто на дубл листи. Тог мјесеца поново се појављује на Ролан Гаросу гдје постиже добре резултате. Стигао је до треће рунде гдје је изгубио од тада другог тенисера свијета, Роџера Федерера. Након меча Дамир је добио признање за добру игру од стране Швајцарца, које је значајно утицало на његову даљу игру. Претходно је побједио Михаила Јужног и Маркоса Багдатиса у четири сета. 
За наставак сезоне одлази у Ливерпул гдје одржава припреме за травнату подлогу, гдје је позван да одигра егзибиционе мечеве. Након одрађених припрема по први пут се појављује у главном жрјебу Вимблдона гдје је испао у првој рунди од Роџера Федерера. Тада се такође појављује и у дублу и исто тако испада у првој рунди. Од њих је био бољи тандем Стив Џонсон и Сем Квери.
Током љетње сезоне на шљаци, због слабијег одиграног периода, Дамир губи тренутну позицију и пада на 100. позицију на АТП листи. Међутим, то је било довољно да стекне директан улаз на главни жрјеб на УС Опену. Испада већ у првој рунди од Бернарда Томића, тада 24. носиоца на турниру.
Након 50 дана без добијеног меча, Дамир успјева да добије 5 мечева узастопно те тако освоји титулу на једном од турнира, да би касније прешао у Мароко гдје од три одиграна турнира осваја један, и то у Казабланки, у три сета, што му доноси позицију бр. 77 на АТП листи.
На крају 2015. сезоне завршава на 82. мјесту.

### Сезона 2016.
Сезону 2016. године започиње учешћем у Дохи на Катар опену. Успјева да забиљежи једну побједу и то у првом колу, да би испао у другом од Томаша Бердиха убједљивим резултатом. Касније прелази у Аустралију на први гренд слем сезоне. Изборио је квалификације за главни жрјеб, гдје се суочио у првој рунди са Кајлом Едмундом. Међутим, одмах у другој рунди испада од бољег од себе, Давида Гофена, када је изгубио у 4 сета.
Послије узима учешће на два турнира у Европи и Сјеверној Америци гдје испада у другом кругу, и то у Софији и Мемфису. Такође је учествовао и на свом првом АТП турниру из серије 500, Акапулко опену, када је испао у првој рунди од Доминика Тима.
У марту 2016. године заиграо је на Индијан Велсу гдје је испао у првој рунди од Марсела Гранољерса. Након тога одлази опет на америчко тло, на тврду подлогу, у Мајами, гдје игра други по реду Мајами опен. На старту турнира побјеђује Леонарда Мајера, што представља његову трећу побједу против топ 50 играча на АТП листи и његову прву побједу на турнирима ове серије. У свом сљедећем мечу на турниру суочио се са Рафаелом Надалом, тада 5. играчем свијета, који због повреде предаје, а Џумхур даље наставља низ побједа. У трећој рунди побједио је Михаила Кукушкина, да би у осмини финала изгубио од Милоша Раонића и завршио први дио сезоне као 87. тенисер свијета.
Сезону на шљаци започиње учешћем на турниру у Монте Карлу, гдје је послије квалификација побједио, по први пут, Томаша Бердиха што га одводи чак и до осмине финала. Међутим, као и у Индијан Велсу, губи поново меч за четвртфинале, од Милоша Раонића. Након тога учествује на два турнира из серије 250, у Истанбулу и Букурешту, гдје испада у раној фази, у првој рунди, на оба турнира. Квалификовао се даље на АТП турнир 1000 серије у Италији, када губи меч у првој рунди од Жеремија Шардија у три сета, али је значајно то што је успио да поправи свој ранк, заузимајући 71. мјесто на АТП листи.
На Ролан Гаросу ове сезоне није имао сјајне наступе тако да је испао одмах у првој рунди, изгубивши меч у 4 сета. након тога одлази у Чешку када се због повреде чланка повлачи и није играо турнире до почетка травнате сезоне.
У јуну 2016. године добија позивницу за учествовање на Љетњим олимпијским играма у Рио де Женеиру и тако је постао први тенисер из БиХ који је представљао државу у овом спорту. Захваљујући учешћу у играма у наредном периоду добио је директан позив на неколико турнира који су услиједили након тога.
Травнату сезону почиње са успјехом, и то на другом појављивању на турниру у Ливерпулу, гдје је побједио браниоца титуле Паола Лоренција и тиме уписао још један освојен пехар. Припреме за Вимблдон наставља у Нотингему гдје је на изненађење многих, побједио браниоца титуле Узбекистанца Дениса Истомина у три сета, након прекида меча због мрака. Истог дана је изгубио сљедећи меч, на исти начин. Побједа против Истомина је прва забиљежена побједа на травнатој подлози.
 против Бернарда ТомићаУ јулу је одиграо и побједио у оба сингла играјући за репрезентацију у Дејвис купу за своју државу против Турске, побједивши са резултатом 3:1. Након тога одиграва турнир у Хрватској у Умагу, гдје је стигао до четвртфинала, побједивши на том путу Николаса Алмагра, Томаса фабијана, да би касније изгубио од Фабијана Фоњинија у три сета.
У наредном периоду услиједио је пад форме, а тиме и слабији резултати. Међутим, долази у Америку, на тврду подлогу, на УС Опен, и успева да побједи, у првој рунди, 17. носиоца Бернарда Томића. Изгубио је у сљедећој рунди од Иље Марченка.
Дамир је завршио сезону учешћем у Паризу, на отвореном првенству Париза гдје је испао у квалификационим рундама. Услиједило је учешће на турнирима у Москви и Бечу. Послије ових турнира, Џумхур се враћа на 80. позицију, а сезону завршава на 77. мјесту АТП листе.

### Сезона 2017.
Ову сезону је почео слабим резултатима и раним испадањима на почетним турнирима. На свом првом наступу изгубио је од Дудија Селе, те наставља низ пораза и на Аустралијан опену када је изгубио у првој рунди од Виктора Троицког, у пет сетова. Тај меч је обиљежило и критиковано понашање Џумхура на терену, када је услиједило расправљање са судојом у вези одређене судијске одлуке везано за сервис Троицког. На крају меча одбио је да се рукује са судијом.
Касније је учествовао у првој рунди Дејвис купа против Пољске, која је завршена резултатом 5:0 у корист репрезентације БиХ, одиграним у Зеници. Тада су изборили побједу, гдје их је у другој рунди чекала репрезентација Холандије.
Џумхур у наредном периоду осваја своју прву титулу у Мемфису побједивши Кевина Андерсона, који се тек вратио на терен послије повреде. Доживио је велики успјех на турниру у Дубаиjу побједом над Стеном Вавринком у првој рунди турнира, у два сета, резултатом 7–6, 6–3. У другој рунди је побједио Марсела Гранољерса и стигао до четвртфинала када је изгубио. Захваљујући добрим резултатима пробија се на АТП листи, заузимајући 67. мјесто, 6. марта.
Учешће на АТП турниру у Индијан Велсу је завршио већ у првој рунди, али је тај меч и учешће било значајно јер је Дамир, по први пут у каријери, успио да избори за њега најбољи пласман, и то 66. мјесто на АТП листи. Тада је изгубио од Алберта Рамоса-Вињоласа. На сљедећем мастерсу завршио је своје учешће у другој рунди, када је од њега био бољи Ник Кириос.
Учешће репрезентације БиХ у другој рунди није било успјешно. Иако је пружена велика борба, посебно од стране Џумхура, нису успјели да се пласирају у даљи ток такмичења на Дејвис купу.

## АТП финала

### Појединачно: 4 (3–1)
| Легенда                        |
| ------------------------------ |
| Гренд слем турнири (0–0)       |
| Завршно првенство сезоне (0–0) |
| АТП мастерс 1000 (0–0)         |
| АТП 500 (0–0)                  |
| АТП 250 (3–1)                  |

| Финала по подлози |
| ----------------- |
| Тврда (2–1)       |
| Шљака (0–0)       |
| Трава (1–0)       |

| Финала по локацији |
| ------------------ |
| Отворено (1–1)     |
| Дворана (2–0)      |

| Исход     | Бр. | Датум               | Турнир                  | Подлога   | Противник             | Резултат      |
| --------- | --- | ------------------- | ----------------------- | --------- | --------------------- | ------------- |
| Финалиста | 1.  | 26. август 2017.    | Винстон-Сејлем, САД     | Тврда     | Роберто Баутиста Агут | 4–6, 4–6      |
| Победник  | 1.  | 24. септембар 2017. | Санкт Петербург, Русија | Тврда (д) | Фабио Фоњини          | 3–6, 6–4, 6–2 |
| Победник  | 2.  | 22. октобар 2017.   | Москва, Русија          | Тврда (д) | Ричардас Беранкис     | 6–2, 1–6, 6–4 |
| Победник  | 3.  | 30. јун 2018.       | Анталија, Турска        | Трава     | Адријан Манарино      | 6–1, 1–6, 6–1 |

### Парови: 1 (0–1)
| Легенда                        |
| ------------------------------ |
| Гренд слем турнири (0–0)       |
| Завршно првенство сезоне (0–0) |
| АТП мастерс 1000 (0–0)         |
| АТП 500 (0–0)                  |
| АТП 250 (0–1)                  |

| Финала по подлози |
| ----------------- |
| Тврда (0–1)       |
| Шљака (0–0)       |
| Трава (0–0)       |

| Финала по локацији |
| ------------------ |
| Отворено (0–0)     |
| Дворана (0–1)      |

| Исход     | Бр. | Датум             | Турнир         | Подлога   | Партнер        | Противници              | Резултат |
| --------- | --- | ----------------- | -------------- | --------- | -------------- | ----------------------- | -------- |
| Финалиста | 1.  | 22. октобар 2017. | Москва, Русија | Тврда (д) | Антонио Шанчић | Макс Мирни Филип Освалд | 3–6, 5–7 |

### АТП Челенџери и ИТФ Фјучерси

#### Појединачно: 26 (19 титула, 7 финала)
| Легенда             |
| ------------------- |
| AТП Челенџери (7–4) |
| ИТФ Фјучерси (12–3) |

| Исход     | Бр. | Датум               | Турнир                                | Подлога        | Противник               | Резултат            |
| --------- | --- | ------------------- | ------------------------------------- | -------------- | ----------------------- | ------------------- |
| Побједник | 1.  | 16. мај 2011.       | Брчко, Босна и Херцеговина            | Шљака          | Алдин Шеткић            | 6–3, 5–7, 7–5       |
| Финалиста | 1.  | 26. јун 2011.       | Београд, Србија                       | Шљака          | Аксел Мишон             | 6–7(8–10), 6–4, 5–7 |
| Побједник | 2.  | 4. септембар 2011.  | Осијек, Хрватска                      | Шљака          | Мислав Хиџак            | 6–1, 6–4            |
| Побједник | 3.  | 30. октобар 2011.   | Дубровник, Хрватска                   | Шљака          | Марек Михаличка         | 6–4, 7–6(7–4)       |
| Побједник | 4.  | 27. новембар 2011.  | Анталија, Турска                      | Шљака          | Иван Бјелица            | 6–1, 6–1            |
| Побједник | 5.  | 5. фебруар 2012.    | Анталија, Турска (2)                  | Тврда          | Николас Мозер           | 6–4, 7–6(7–4)       |
| Побједник | 6.  | 1. април 2012.      | Цивидино, Италија                     | Тврда (д)      | Шарл Антоан Брезак      | 6–4, 6–4            |
| Побједник | 7.  | 6. мај 2012.        | Добој, Босна и Херцеговина            | Шљака          | Флоријан Рене           | 6–0, 4–6, 6–0       |
| Побједник | 8.  | 20. мај 2012.       | Брчко, Босна и Херцеговина (2)        | Шљака          | Тони Андроић            | 7–6(7–2), 6–2       |
| Побједник | 9.  | 3. јун 2012.        | Кисељак, Босна и Херцеговина          | Шљака          | Норберт Гомбош          | 6–3, 7–6(7–3)       |
| Побједник | 10. | 17. фебруар 2013.   | Загреб, Хрватска                      | Тврда (д)      | Марко Чекинато          | 6–2, 7–5            |
| Побједник | 11. | 19. мај 2013.       | Пловдив, Бугарска                     | Шљака          | Миљан Зекић             | 6–3, 6–3            |
| Финалиста | 2.  | 15. јун 2013.       | Кошице, Словачка                      | Шљака          | Михаил Кукушкин         | 4–6, 6–1, 2–6       |
| Финалиста | 3.  | 23. јун 2013.       | Кисељак, Босна и Херцеговина          | Шљака          | Мате Делић              | 5–7, 2–6            |
| Финалиста | 4.  | 30. јун 2013.       | Шабац, Србија                         | Шљака          | Атила Балаж             | 4–6, 2–6            |
| Финалиста | 5.  | 21. јул 2013.       | Познањ, Пољска                        | Шљака          | Андреас Хајдер-Мауер    | 6–4, 1–6, 5–7       |
| Побједник | 12. | 27. октобар 2013.   | Дубровник, Хрватска (2)               | Шљака          | Виктор Кривој           | 6–2, 4–6, 6–4       |
| Побједник | 13. | 13. април 2014.     | Мерсин, Турска                        | Шљака          | Пере Риба               | 7–6(7–4), 6–3       |
| Побједник | 14. | 8. јун 2014.        | Арад, Румунија                        | Шљака          | Пере Риба               | 6–4, 7–6(7–3)       |
| Побједник | 15. | 13. јул 2014.       | Сан Бенедето дел Тронто, Италија      | Шљака          | Андреас Хајдер-Мауер    | 6–3, 6–3            |
| Побједник | 16. | 15. фебруар 2015.   | Санто Доминго, Доминиканска Република | Шљака (зелена) | Ренцо Оливо             | 7–5, 3–1, предаја   |
| Финалиста | 6.  | 21. фебруар 2015.   | Куернавака, Мексико                   | Тврда          | Виктор Естреља Бургос   | 5–7, 4–6            |
| Побједник | 17. | 13. септембар 2015. | Алфен ан де Реин, Холандија           | Шљака          | Игор Сајслинг           | 6–1, 2–6, 6–1       |
| Побједник | 18. | 17. октобар 2015.   | Казабланка, Мароко                    | Шљака          | Даниел Муњоз де ла Нава | 3–6, 6–3, 6–2       |
| Побједник | 19. | 25. јун 2017.       | Блоа, Француска                       | Шљака          | Калван Емери            | 6–1, 6–3            |
| Финалиста | 7.  | 19. август 2017.    | Санто Доминго, Доминиканска Република | Шљака (зелена) | Виктор Естреља Бургос   | 6–7(4–7), 4–6       |

#### Парови: 14 (8 титула, 6 финала)
| Легенда             |
| ------------------- |
| АТП Челенџери (0–1) |
| ИТФ Фјучерси (8–5)  |

| Исход     | Бр. | Датум              | Турнир                        | Подлога   | Партнер        | Противници                      | Резултат               |
| --------- | --- | ------------------ | ----------------------------- | --------- | -------------- | ------------------------------- | ---------------------- |
| Побједник | 1.  | 30. октобар 2010.  | Дубровник, Хрватска           | Шљака     | Томислав Бркић | Кристијан Месарош Марин Милан   | 2–6, 6–1, [11–9]       |
| Побједник | 2.  | 22. јануар 2011.   | Еилат, Израел                 | Тврда     | Исмар Горчић   | Стивен Диез Никола Чачић        | 6–3, 6–4               |
| Финалиста | 1.  | 4. јун 2011.       | Кисељак, Босна и Херцеговина  | Шљака     | Исмар Горчић   | Тони Андроић Никола Чачић       | 5–7, 4–6               |
| Побједник | 3.  | 25. јун 2011.      | Београд, Србија               | Шљака     | Алдин Шеткић   | Горан Тошић Никола Чачић        | 2–6, 7–6(7–4), [10–6]  |
| Финалиста | 2.  | 20. август 2011.   | Нови Сад, Србија              | Шљака     | Никола Чачић   | Давид Савић Иван Бјелица        | 7–5, 1–6, [5–10]       |
| Побједник | 4.  | 3. септембар 2011. | Осијек, Хрватска              | Шљака     | Мате Павић     | Дино Марцан Марин Драгања       | 6–4, 3–6, [10–5]       |
| Побједник | 5.  | 26. новембар 2011. | Анталија, Турска              | Тврда     | Алдин Шеткић   | Томислав Бркић Иван Бјелица     | 6–4, 6–3               |
| Финалиста | 3.  | 3. децембар 2011.  | Анталија, Турска              | Тврда     | Алдин Шеткић   | Јорис де Лоре Оливер Голдинг    | 3–6, 6–7(5–7)          |
| Побједник | 6.  | 4. фебруар 2012.   | Анталија, Турска (2)          | Тврда     | Алдин Шеткић   | Абдулах Макдас Руан Рулофсе     | 6–4, 4–6, [10–5]       |
| Финалиста | 4.  | 24. март 2012.     | Тренто, Италија               | Тврда (д) | Никола Чачић   | Клаудио Граси Марко Круњола     | 4–6, 4–6               |
| Финалиста | 5.  | 12. мај 2012.      | Сарајево, Босна и Херцеговина | Шљака     | Андраж Бедене  | Лукас Вајнхандл Томислав Тернар | 3–6, 6–7(4–7)          |
| Побједник | 7.  | 26. април 2013.    | Вићенца, Италија              | Шљака     | Никола Чачић   | Алесандро Моти Матео Воланте    | 6–3, 6–4               |
| Побједник | 8.  | 18. мај 2013.      | Пловдив, Бугарска             | Шљака     | Миљан Зекић    | Динко Халачев Петар Трендафилов | 7–5, 6–7(4–7), [12–10] |
| Финалиста | 6.  | 11. јул 2015.      | Брауншвајг, Њемачка           | Шљака     | Франко Шкугор  | Сергеј Бетов Михаил Елгин       | 6–3, 1–6, [5–10]       |

### Егзибициони турнири
| Исход     | Бр. | Датум         | Турнир                         | Подлога | Противник     | Резултат         |
| --------- | --- | ------------- | ------------------------------ | ------- | ------------- | ---------------- |
| Финалиста | 1.  | 21. јун 2015. | Ливерпул, Уједињено Краљевство | Трава   | Пабло Андухар | 5–8              |
| Побједник | 1.  | 19. јун 2016. | Ливерпул, Уједињено Краљевство | Трава   | Паоло Лоренци | 7–5, 4–6, [10–3] |

### Дејвис куп
| Ниво такмичења             |
| -------------------------- |
| Свјетска група (0–0)       |
| Квалификациона рунда (0–1) |
| Група I (3–2)              |
| Група II (12–8)            |
| Група III (0–0)            |
| Група IV (0–0)             |

| Мечеви по подлози |
| ----------------- |
| Тврда (8–7)       |
| Шљака (6–3)       |
| Трава (0–0)       |
| Тепих (1–1)       |

| Мечеви по локацији |
| ------------------ |
| Отворено (6–3)     |
| Дворана (9–8)      |

| Мечеви по врсти     |
| ------------------- |
| Појединачно (14–10) |
| Парови (1–1)        |

- упућује на исход мечева у Дејвис купу праћен резултатима, датумима и мјестима одржавања мечева и подлоге на којим се игра.

| Исход                                                                                     | Но.                                                     | Број одиграних мечева                                   | Врста меча (Дубл партнер)                               | Противничка нација                                      | Противнички играч(и)                                    | Резултат                                                |
| 3–2; 9–11. јул 2010; Талин, Естонија; Друго коло; Шљака                                   | 3–2; 9–11. јул 2010; Талин, Естонија; Друго коло; Шљака | 3–2; 9–11. јул 2010; Талин, Естонија; Друго коло; Шљака | 3–2; 9–11. јул 2010; Талин, Естонија; Друго коло; Шљака | 3–2; 9–11. јул 2010; Талин, Естонија; Друго коло; Шљака | 3–2; 9–11. јул 2010; Талин, Естонија; Друго коло; Шљака | 3–2; 9–11. јул 2010; Талин, Естонија; Друго коло; Шљака |
| ----------------------------------------------------------------------------------------- | ------------------------------------------------------- | ------------------------------------------------------- | ------------------------------------------------------- | ------------------------------------------------------- | ------------------------------------------------------- | ------------------------------------------------------- |
| Побједа                                                                                   | 1.                                                      | V                                                       | Појединачно                                             | Естонија                                                | Владимир Иванов                                         | 2–6, 6–0, 6–2, 6–3                                      |
| 2–3; 17–19. септембар 2010; Круз Кебрада, Португал; Треће коло; Шљака                     |                                                         |                                                         |                                                         |                                                         |                                                         |                                                         |
| Побједа                                                                                   | 2.                                                      | V                                                       | Појединачно                                             | Португал                                                | Жоао Соуза                                              | 4–6, 6–4, 6–1                                           |
| 2–3; 16–18. септембар 2011; Хилеред, Данска; Треће коло; Тврда                            |                                                         |                                                         |                                                         |                                                         |                                                         |                                                         |
| Пораз                                                                                     | 3.                                                      | V                                                       | Појединачно                                             | Данска                                                  | Мартин Педерсен                                         | 6–3, 1–6, 4–6, 1–6                                      |
| 1–4; 6–8. април 2012; Минск, Бјелорусија; Друго коло; Тврда                               |                                                         |                                                         |                                                         |                                                         |                                                         |                                                         |
| Пораз                                                                                     | 4.                                                      | V                                                       | Појединачно                                             | Бјелорусија                                             | Владимир Игнатик                                        | 3–6, 6–7(4–7), 3–6                                      |
| Пораз                                                                                     | 5.                                                      | V                                                       | Појединачно                                             | Бјелорусија                                             | Дмитриј Жирмонт                                         | 1–6, 5–7                                                |
| 4–1; 1–3. фебруар 2013; Сарајево, Босна и Херцеговина; Прво коло; Тврда (д)               |                                                         |                                                         |                                                         |                                                         |                                                         |                                                         |
| Побједа                                                                                   | 6.                                                      | V                                                       | Појединачно                                             | Луксембург                                              | Мајк Шајдвајлер                                         | 6–4, 6–4, 6–0                                           |
| Побједа                                                                                   | 7.                                                      | I                                                       | Парови (са Томиславом Бркићем)                          | Луксембург                                              | Мајк Шајдвајлер / Лоран Брам                            | 6–1, 6–3, 6–3                                           |
| 1–3; 5–7. април 2013; Тениски клуб Мостар, Мостар, Босна и Херцеговина; Друго коло; Шљака |                                                         |                                                         |                                                         |                                                         |                                                         |                                                         |
| Побједа                                                                                   | 8.                                                      | IV                                                      | Појединачно                                             | Молдавија                                               | Максим Дубаренко                                        | 6–3, 2–6, 5–7, 6–3, 6–4                                 |
| Пораз                                                                                     | 9.                                                      | IV                                                      | Парови (са Исмаром Горчићем)                            | Молдавија                                               | Раду Албот / Андреј Чумак                               | 5–7, 4–6, 3–6                                           |
| Пораз                                                                                     | 10.                                                     | IV                                                      | Појединачно                                             | Молдавија                                               | Раду Албот                                              | 7–6(7–4), 6–4, 4–6, 3–6, 3–6                            |
| 3–1; 31. јан – 2. феб 2014; Сарајево, Босна и Херцеговина; Прво коло; Тепих (д)           |                                                         |                                                         |                                                         |                                                         |                                                         |                                                         |
| Пораз                                                                                     | 11.                                                     | IV                                                      | Појединачно                                             | Грчка                                                   | Маркос Каловелонис                                      | 6–7(4–7), 6–7(1–7), 6–3, 2–6                            |
| Побједа                                                                                   | 12.                                                     | IV                                                      | Појединачно                                             | Грчка                                                   | Александрос Јакуповић                                   | 4–6, 3–6, 6–2, 6–3, 6–4                                 |
| 3–2; 4–6. април 2014; Хелсинки, Финска; Друго коло; Тврда (д)                             |                                                         |                                                         |                                                         |                                                         |                                                         |                                                         |
| Побједа                                                                                   | 13.                                                     | V                                                       | Појединачно                                             | Финска                                                  | Јухо Пауку                                              | 6–3, 7–6(7–4), 6–4                                      |
| Пораз                                                                                     | 14.                                                     | V                                                       | Појединачно                                             | Финска                                                  | Јарко Нијеминен                                         | 5–7, 6–7(1–7), 1–6                                      |
| 2–3; 12–14. септембар 2014; Сарајево, Босна и Херцеговина; Треће коло; Тврда (д)          |                                                         |                                                         |                                                         |                                                         |                                                         |                                                         |
| Побједа                                                                                   | 15.                                                     | V                                                       | Појединачно                                             | Литванија                                               | Лауринас Григелис                                       | 6–7(5–7), 6–1, 6–1, 1–0, предаја                        |
| Пораз                                                                                     | 16.                                                     | V                                                       | Појединачно                                             | Литванија                                               | Ричардас Беранкис                                       | 4–6, 4–6, 4–6                                           |
| 4–1; 6–8. март 2015; Хараре, Зимбабве; Прво коло; Тврда                                   |                                                         |                                                         |                                                         |                                                         |                                                         |                                                         |
| Побједа                                                                                   | 17.                                                     | V                                                       | Појединачно                                             | Зимбабве                                                | Бењамин Лок                                             | 6–3, 7–6(7–1), 6–3                                      |
| 3–1; 15–17. јул 2016; Бихаћ, Босна и Херцеговина; Друго коло; Шљака                       |                                                         |                                                         |                                                         |                                                         |                                                         |                                                         |
| Побједа                                                                                   | 18.                                                     | IV                                                      | Појединачно                                             | Турска                                                  | Џем Илкел                                               | 7–5, 6–1, 4–6, 6–1                                      |
| Побједа                                                                                   | 19.                                                     | IV                                                      | Појединачно                                             | Турска                                                  | Марсел Илхан                                            | 6–3, 6–0, 7–6(7–5)                                      |
| 5–0; 16–18. септембар 2016; Вилњус, Литванија; Треће коло; Тврда (д)                      |                                                         |                                                         |                                                         |                                                         |                                                         |                                                         |
| Побједа                                                                                   | 20.                                                     | V                                                       | Појединачно                                             | Литванија                                               | Лукас Мугевичиус                                        | 6–2, 6–2, 6–3                                           |
| 5–0; 3–5. фебруар 2017; Зеница, Босна и Херцеговина; Прво коло; Тврда (д)                 |                                                         |                                                         |                                                         |                                                         |                                                         |                                                         |
| Побједа                                                                                   | 21.                                                     | V                                                       | Појединачно                                             | Пољска                                                  | Хуберт Хуркац                                           | 7–6(7–1), 7–5, 7–5                                      |
| Побједа                                                                                   | 21                                                      | V                                                       | Појединачно                                             | Пољска                                                  | Камил Мајхжак                                           | Одустао                                                 |
| 1–3; 7–9. април 2017; Зеница, Босна и Херцеговина; Друго коло; Тврда (д)                  |                                                         |                                                         |                                                         |                                                         |                                                         |                                                         |
| Побједа                                                                                   | 22.                                                     | IV                                                      | Појединачно                                             | Холандија                                               | Тимо де Бакер                                           | 6–2, 6–2, 6–2                                           |
| Пораз                                                                                     | 23.                                                     | IV                                                      | Појединачно                                             | Холандија                                               | Робин Хасе                                              | 5–7, 3–6, 7–6(7–4), 6–2, 4–6                            |
| 3–2; 6–7. април 2018; Братислава, Словачка; Друго коло; Шљака (д)                         |                                                         |                                                         |                                                         |                                                         |                                                         |                                                         |
| Побједа                                                                                   | 24.                                                     | I                                                       | Појединачно                                             | Словачка                                                | Норберт Гомбош                                          | 6–4, 6–1                                                |
| Пораз                                                                                     | 25.                                                     | IV                                                      | Појединачно                                             | Словачка                                                | Мартин Клижан                                           | 3–6, 6–7(3–7)                                           |
| 0–4; 1–2. фебруар 2019; Аделејд, Аустралија; Квалификациона рунда; Тврда                  |                                                         |                                                         |                                                         |                                                         |                                                         |                                                         |
| Пораз                                                                                     | 26.                                                     | I                                                       | Појединачно                                             | Аустралија                                              | Џон Милман                                              | 3–6, 2–6                                                |

## Учинак на турнирима у појединачној конкуренцији
| Легенда | Легенда                                    | Легенда | Легенда                          |
| ------- | ------------------------------------------ | ------- | -------------------------------- |
| О/И     | однос освајања турнира и играња на турниру | Поб–пор | однос побједа и пораза           |
| НО      | турнир није одржан те године               | Н       | није учествовао на турниру       |
| КВ      | изгубио у квалификацијама                  | 1К      | изгубио у првом колу             |
| 2К      | изгубио у другом колу                      | 3К      | изгубио у трећем колу            |
| 4К      | изгубио у четвртом колу                    | ГФ      | изгубио у групној фази такмичења |
| ЧФ      | изгубио у четвртфиналу                     | ПФ      | изгубио у полуфиналу             |
| Ф       | изгубио у финалу                           | П       | освојио турнир                   |

| Гренд слем турнири      |       |       |       |       |       |       |       |       |       |       |       |       |       |       |             |             |             |
| ОП Аустралије           | Н     | Н     | Н     | КВ2   | 3К    | КВ2   | 2К    | 1К    | 3К    | 1К    | 1К    | 1К    | 1К    | КВ2   | 0 / 8       | 5–8         | 38%         |
| Ролан Гарос             | Н     | Н     | Н     | Н     | 1К    | 3К    | 1К    | 1К    | 3К    | 1К    | Н     | КВ1   | КВ1   | КВ1   | 0 / 6       | 4–6         | 40%         |
| Вимблдон                | Н     | Н     | КВ2   | Н     | КВ1   | 1К    | 2К    | 2К    | 2К    | 1К    | НО    | КВ2   | Н     | КВ1   | 0 / 5       | 3–5         | 38%         |
| ОП САД                  | Н     | Н     | КВ1   | КВ1   | 1К    | 1К    | 2К    | 3К    | 1К    | 2К    | 1К    | КВ2   | Н     |       | 0 / 7       | 4–7         | 36%         |
| Поб–пор                 | 0–0   | 0–0   | 0–0   | 0–0   | 2–3   | 2–3   | 3–4   | 3–4   | 5–4   | 1–4   | 0–2   | 0–1   | 0–1   | 0–0   | 0 / 26      | 16–26       | 38%         |
| Репрезентација          |       |       |       |       |       |       |       |       |       |       |       |       |       |       |             |             |             |
| Олимпијске игре         | НО    | НО    | Н     | НО    | НО    | НО    | 1K    | НО    | НО    | НО    | НО    | Н     | НО    | НО    | 0 / 1       | 0–1         | 0%          |
| Дејвис куп              | Г2    | Г2    | Г2    | Г2    | Г2    | Г2    | Г2    | Г1    | ПО    | КВ1   | 1К    | 1К    | 1К    | КВ1   | 0 / 0       | 20–13       | 61%         |
| Поб–пор                 | 2–0   | 0–1   | 0–2   | 2–1   | 3–3   | 1–0   | 3–1   | 2–1   | 1–1   | 0–1   | 2–0   | 1–1   | 3–0   | 0–2   | 0 / 1       | 20–14       | 59%         |
| АТП Мастерс 1000 серија |       |       |       |       |       |       |       |       |       |       |       |       |       |       |             |             |             |
| Индијан Велс            | Н     | Н     | Н     | Н     | КВ1   | КВ1   | 1К    | 2К    | 2К    | 1К    | НО    | Н     | Н     | Н     | 0 / 4       | 1–4         | 20%         |
| Мајами                  | Н     | Н     | Н     | Н     | КВ2   | 1К    | 4К    | 2К    | 2К    | 2К    | НО    | 2К    | Н     | Н     | 0 / 6       | 6–5         | 55%         |
| Монте Карло             | Н     | Н     | Н     | Н     | Н     | Н     | 3К    | 1К    | 1К    | 1К    | НО    | Н     | Н     | Н     | 0 / 4       | 2–4         | 33%         |
| Мадрид                  | Н     | Н     | Н     | Н     | Н     | Н     | Н     | Н     | 2К    | КВ1   | НО    | Н     | Н     | Н     | 0 / 1       | 1–1         | 50%         |
| Рим                     | Н     | Н     | Н     | Н     | Н     | Н     | 1К    | КВ1   | 2К    | КВ2   | КВ3   | Н     | Н     | Н     | 0 / 2       | 1–2         | 33%         |
| Канада                  | Н     | Н     | Н     | Н     | Н     | Н     | Н     | Н     | 1К    | Н     | НО    | Н     | Н     | Н     | 0 / 1       | 0–1         | 0%          |
| Синсинати               | Н     | Н     | Н     | Н     | Н     | Н     | КВ1   | Н     | 1К    | Н     | КВ1   | Н     | Н     | Н     | 0 / 1       | 0–1         | 0%          |
| Шангај                  | Н     | Н     | Н     | Н     | Н     | Н     | Н     | 1К    | 1К    | КВ2   | НО    | НО    | НО    |       | 0 / 2       | 0–2         | 0%          |
| Париз                   | Н     | Н     | Н     | Н     | Н     | Н     | КВ1   | Н     | 3К    | 1К    | Н     | Н     | Н     |       | 0 / 2       | 2–2         | 50%         |
| Поб–пор                 | 0–0   | 0–0   | 0–0   | 0–0   | 0–0   | 0–1   | 5–4   | 2–4   | 4–9   | 1–3   | 0–0   | 1–1   | 0–0   | 0–0   | 0 / 23      | 13–22       | 37%         |
| Статистика каријере     |       |       |       |       |       |       |       |       |       |       |       |       |       |       |             |             |             |
| Година                  | 2010. | 2011. | 2012. | 2013. | 2014. | 2015. | 2016. | 2017. | 2018. | 2019. | 2020. | 2021. | 2022. | 2023. | О/И         | Поб–пор     | %           |
| Одиграних турнира1      | 0     | 0     | 0     | 0     | 4     | 9     | 22    | 25    | 31    | 21    | 8     | 5     | 4     | 2     | 131         | 131         | 131         |
| Освојене титуле         | 0     | 0     | 0     | 0     | 0     | 0     | 0     | 2     | 1     | 0     | 0     | 0     | 0     | 0     | 3           | 3           | 75%         |
| Играних финала          | 0     | 0     | 0     | 0     | 0     | 0     | 0     | 3     | 1     | 0     | 0     | 0     | 0     | 0     | 4           | 4           | 75%         |
| Тврда                   | 0–0   | 0–1   | 0–2   | 1–0   | 4–5   | 2–3   | 12–14 | 33–16 | 15–20 | 8–15  | 2–8   | 1–3   | 2–3   | 0–3   | 2 / 87      | 80–93       | 46%         |
| Шљака                   | 2–0   | 0–0   | 0–0   | 1–1   | 0–1   | 6–5   | 9–6   | 2–7   | 5–9   | 3–4   | 0–0   | 3–3   | 3–1   | 2–1   | 0 / 35      | 36–38       | 49%         |
| Трава                   | 0–0   | 0–0   | 0–0   | 0–0   | 0–0   | 0–1   | 2–2   | 1–1   | 5–2   | 2–2   | 0–0   | 0–0   | 0–0   | 0–0   | 1 / 9       | 10–8        | 56%         |
| Тепих                   | 0–0   | 0–0   | 0–0   | 0–0   | 1–1   | 0–0   | 0–0   | 0–0   | 0–0   | 0–0   | 0–0   | 0–0   | 0–0   | 0–0   | 0 / 0       | 1–1         | 50%         |
| Отворено                | 2–0   | 0–0   | 0–0   | 1–1   | 2–4   | 7–8   | 18–17 | 21–20 | 16–22 | 10–15 | 0–4   | 4–5   | 3–2   | 2–2   | 1 / 99      | 86–100      | 46%         |
| Дворана                 | 0–0   | 0–1   | 0–2   | 1–0   | 3–3   | 1–1   | 5–5   | 15–4  | 9–9   | 3–6   | 2–4   | 0–1   | 2–2   | 0–2   | 2 / 32      | 41–40       | 51%         |
| Укупно поб–пор2         | 2–0   | 0–1   | 0–2   | 2–1   | 5–7   | 8–9   | 23–22 | 36–24 | 25–31 | 13–21 | 2–8   | 4–6   | 5–4   | 2–4   | 3 / 131     | 127–140     | 48%         |
| Проценат побједа        | 100%  | 0%    | 0%    | 66%   | 42%   | 47%   | 51%   | 60%   | 45%   | 38%   | 20%   | 40%   | 56%   | 33%   | 47,57%      | 47,57%      | 47,57%      |
| Пласман на крају године | 1007  | 339   | 242   | 187   | 109   | 82    | 77    | 30    | 47    | 93    | 119   | 158   | 186   |       | 4.816.806 $ | 4.816.806 $ | 4.816.806 $ |

1 Укључена су учешћа у главним жребовима Гренд слем и АТП турнира као и на Летњим олимпијским играма.
2 Укључени су мечеви са Гренд слем и АТП турнира, Летњих олимпијских игара и из Дејвис купа.

## Статистика каријере
| Турнири                       | Побједе–Порази | Побједе–Порази | Побједе–Порази | Побједе–Порази | Побједе–Порази | Побједе–Порази | Побједе–Порази | Побједе–Порази | Побједе–Порази | Побједе–Порази | Побједе–Порази | Побједе–Порази | Укупно              | Укупно              |
| ----------------------------- | -------------- | -------------- | -------------- | -------------- | -------------- | -------------- | -------------- | -------------- | -------------- | -------------- | -------------- | -------------- | ------------------- | ------------------- |
| Турнири                       | 2008.          | 2009.          | 2010.          | 2011.          | 2012.          | 2013.          | 2014.          | 2015.          | 2016.          | 2017.          | 2018.          | 2019.          | Поб–пор             | %                   |
| Гренд слем                    | 0–0            | 0–0            | 0–0            | 0–0            | 0–0            | 0–0            | 2–3            | 2–3            | 3–4            | 3–4            | 5–4            | 0–2            | 15–20               | 44%                 |
| Гренд слем (квалификације)    | 0–0            | 0–0            | 0–0            | 0–0            | 1–2            | 1–2            | 6–1            | 1–1            | 0–0            | 0–0            | 0–0            | 0–0            | 9–6                 | 60%                 |
| АТП турнири                   | 0–0            | 0–0            | 0–0            | 0–0            | 0–0            | 0–0            | 0–1            | 5–6            | 17–17          | 31–19          | 19–26          | 5–7            | 77–77               | 50%                 |
| АТП турнири (квалификације)   | 0–0            | 0–0            | 0–0            | 0–1            | 1–1            | 3–2            | 5–6            | 6–4            | 6–4            | 3–2            | 0–0            | 0–0            | 24–20               | 55%                 |
| АТП челенџери                 | 0–0            | 0–0            | 0–0            | 0–0            | 11–14          | 15–13          | 26–15          | 27–13          | 7–5            | 9–2            | 0–0            | 0–0            | 95–62               | 61%                 |
| АТП челенџери (квалификације) | 0–1            | 0–1            | 0–0            | 0–0            | 6–0            | 2–1            | 2–1            | 0–0            | 0–0            | 0–0            | 0–0            | 0–0            | 10–4                | 71%                 |
| ИТФ фјучерси                  | 0–0            | 1–3            | 5–4            | 46–17          | 32–7           | 30–6           | 0–0            | 0–0            | 0–0            | 0–0            | 0–0            | 0–0            | 114–37              | 75%                 |
| ИТФ фјучерси (квалификације)  | 0–1            | 7–2            | 7–0            | 10–1           | 0–0            | 0–0            | 0–0            | 0–0            | 0–0            | 0–0            | 0–0            | 0–0            | 24–4                | 86%                 |
| Љетње олимпијске игре         | 0–0            | 0–0            | 0–0            | 0–0            | 0–0            | 0–0            | 0–0            | 0–0            | 0–1            | 0–0            | 0–0            | 0–0            | 0–1                 | 0%                  |
| Дејвис куп                    | 0–0            | 0–0            | 2–0            | 0–1            | 0–2            | 2–1            | 3–3            | 1–0            | 3–0            | 2–1            | 1–1            | 0–1            | 14–10               | 58%                 |
| Одиграних турнира             | 2              | 6              | 5              | 24             | 30             | 27             | 31             | 31             | 32             | 30             | 31             | 10             | 259                 | 259                 |
| Освојене титуле               | 0              | 0              | 0              | 4              | 5              | 3              | 3              | 3              | 0              | 3              | 1              | 0              | 22                  | 22                  |
| Играних финала                | 0              | 0              | 0              | 5              | 5              | 7              | 3              | 4              | 0              | 5              | 1              | 0              | 30                  | 30                  |
| Тврда                         | 0–1            | 0–1            | 0–0            | 12–7           | 15–7           | 15–9           | 17–16          | 11–9           | 15–18          | 33–16          | 15–20          | 3–7            | 136–111             | 55%                 |
| Шљака                         | 0–1            | 8–5            | 9–2            | 44–13          | 35–18          | 37–15          | 26–11          | 32–17          | 18–12          | 14–11          | 5–9            | 2–3            | 230–117             | 66%                 |
| Трава                         | 0–0            | 0–0            | 0–0            | 0–0            | 1–1            | 0–0            | 0–1            | 0–1            | 2–2            | 1–1            | 5–2            | 0–0            | 9–8                 | 53%                 |
| Тепих                         | 0–0            | 0–0            | 5–2            | 0–0            | 0–0            | 1–1            | 1–2            | 0–0            | 0–0            | 0–0            | 0–0            | 0–0            | 7–5                 | 58%                 |
| Укупно поб–пор                | 0–2            | 8–6            | 14–4           | 56–20          | 51–26          | 53–25          | 44–30          | 42–27          | 36–31          | 48–28          | 25–31          | 5–10           | 382–241             | 61%                 |
| Проценат побједа              | 0%             | 57%            | 78%            | 74%            | 66%            | 68%            | 59%            | 61%            | 53%            | 63%            | 45%            | 33%            | 61,32%              | 61,32%              |
| Освојени новац                | 0 $            | 494 $          | 1.335 $        | 11.633 $       | 30.661 $       | 40.219 $       | 196.296 $      | 290.160 $      | 535.649 $      | 1.012.699 $    | 1.102.055 $    | 250.120 $      | 3.674.081 $         | 3.674.081 $         |
| Пласман на крају године       | –              | 1663           | 1007           | 339            | 242            | 187            | 109            | 82             | 77             | 30             | 47             | 93             | Најбољи пласман: 23 | Најбољи пласман: 23 |

### Учинак против топ 10 играча
- Стефанос Циципас 3–2
- Николас Алмагро 2–0
- Кевин Андерсон 2–0
- Маркос Багдатис 2–0
- Станислас Вавринка 2–2
- Фернандо Вердаско 1–0
- Михаил Јужни 1–0
- Каспер Руд 1–0
- Жил Симон 1–0
- Карен Хачанов 1–0
- Хуберт Хуркач 1–0
- Александар Зверев 1–1
- Ришар Гаске 1–2
- Рафаел Надал 1–2
- Томаш Бердих 1–3
- Фабио Фоњини 1–3
- Феликс Оже-Алијасим 0–1
- Роберто Баутиста Агут 0–1
- Пабло Карењо Буста 0–1
- Ернестс Гулбис 0–1
- Јирген Мелцер 0–1
- Доминик Тим 0–1
- Давид Ферер 0–1
- Жо-Вилфрид Цонга 0–1
- Денис Шаповалов 0–1
- Дијего Шварцман 0–1
- Давид Гофен 0–2
- Гаел Монфис 0–2
- Милош Раонић 0–2
- Марин Чилић 0–2
- Новак Ђоковић 0–3
- Хуан Мартин дел Потро 0–3
- Роџер Федерер 0–3
- Григор Димитров 0–5
- Андреј Рубљов 0–5

Имена тенисера који су били на првом мјесту АТП листе су подебљана.
* Подаци од 14. августа 2023.

### Побједе над топ 10 тенисерима
Џумхур има однос побједа и пораза 4:19 (17,4%) против тенисера који су у време одигравања меча били рангирани међу првих 10 на АТП листи.
| Сезона  | 2011. | 2012. | 2013. | 2014. | 2015. | 2016. | 2017. | 2018. | 2019. | 2020. | 2021. | 2022. | 2023. | Укупно |
| Побједе | 0     | 0     | 0     | 0     | 0     | 2     | 2     | 0     | 0     | 0     | 0     | 0     | 0     | 4      |

| #     | Противник         | Позиција противника | Турнир              | Подлога | Рунда | Резултат               | Позиција Џумхура |
| 2016. | 2016.             | 2016.               | 2016.               | 2016.   | 2016. | 2016.                  | 2016.            |
| ----- | ----------------- | ------------------- | ------------------- | ------- | ----- | ---------------------- | ---------------- |
| 1.    | Рафаел Надал      | 5                   | Мајами, САД         | Тврда   | 2К    | 2–6, 6–4, 3–0, предаја | 94               |
| 2.    | Томаш Бердих      | 7                   | Монте Карло, Монако | Шљака   | 2К    | 6–4, 6–7(1–7), 6–3     | 99               |
| 2017. |                   |                     |                     |         |       |                        |                  |
| 3.    | Стан Вавринка     | 3                   | Дубаи, УАЕ          | Тврда   | 1К    | 7–6(7–4), 6–3          | 77               |
| 4.    | Александар Зверев | 4                   | Шенџен, Кина        | Тврда   | ЧФ    | 6–4, 7–5               | 40               |

### Учинак против топ 100
- Маркос Багдатис 2–0
- Николас Алмагро 2–0
- Кевин Андерсон 1–0
- Роберто Баутиста Агут 0–1
- Бенјамин Бекер 0–1
- Аљаж Бедене 0–1
- Томаз Белучи 0–1
- Ричардас Беранкис 1–1
- Томаш Бердих 1–2
- Дастин Браун 0–1
- Пабло Карењо Буста 0–1
- Марко Чекинато 1–1
- Жереми Шарди 0–1
- Хјон Чунг 2–0
- Марин Чилић 0–1
- Пабло Куевас 1–0
- Таро Данијел 1–0
- Стив Дарси 2–0
- Хуан Мартин дел Потро 0–1
- Григор Димитров 0–2
- Иван Додиг 1–0
- Александар Долгополов 0–1
- Џејмс Дакворт 0–1
- Кајл Едмунд 2–0
- Виктор Естреља Бургос 0–1
- Томас Фабијано 2–0
- Роџер Федерер 0–2
- Давид Ферер 0–1
- Фабио Фоњини 1–2
- Тејмураз Габашвили 1–0
- Гиљермо Гарсија-Лопез 0–4
- Давид Гофен 0–1
- Андреј Голубјев 0–1
- Марсел Гранољерс 2–1
- Робин Хасе 2–3
- Андреас Хајдер-Маурер 2–0
- Јан Хајек 0–1
- Рајан Харисон 1–1
- Пјер-Иг Ербер 0–1
- Денис Истомин 2–1
- Иво Карловић 0–2
- Блаж Кавчич 0–1
- Карен Хачанов 1–0
- Николас Кикер 0–1
- Мартин Клижан 0–1
- Филип Колшрајбер 0–1
- Константин Кравчук 1–0
- Денис Кудла 1–0
- Михаил Кукушкин 1–0
- Ник Кириос 0–1
- Лукаш Лацко 0–1
- Фелисијано Лопез 1–1
- Паоло Лоренци 1–0
- Адријан Манарино 0–1
- Иља Марченко 1–1
- Леонардо Мајер 1–0
- Данијел Муњоз де ла Нава 1–0
- Јарко Нијеминен 0–1
- Ренцо Оливо 1–0
- Адам Павлашек 1–0
- Вашек Поспишил 0–1
- Сем Квери 0–1
- Алберт Рамос-Вињолас 0–1
- Милош Раонић 0–2
- Пере Риба 1–0
- Лукаш Росол 1–0
- Андреј Рубљов 0–2
- Дијего Шварцман 0–1
- Дуди Села 0–2
- Рафаел Надал 1–2
- Андреас Сепи 1–2
- Жил Симон 1–0
- Жоао Соуза 0–1
- Јан-Ленард Штруф 1–1
- Доминик Тим 0–1
- Бернард Томић 1–1
- Жо-Вилфрид Цонга 0–1
- Виктор Троицки 0–1
- Јиржи Весели 2–0
- Стан Вавринка 1–0
- Михаил Јужни 1–0
- Орасио Зебаљос 1–0
- Александар Зверев 1–0